# فک خزپوش
فک خزپوش هر یک از نه گونه از باله‌پاهای متعلق به زیرخانواده (به لاتین: Arctocephalinae) در خانواده فک گوش‌دار است. آنها خیلی بیشتر از نزدیک مربوط به شیر دریایی از فک بی‌گوش، و همانند آن‌ها گوش خارجی ( لاله گوش)، نسبتا بلند و foreflippers عضلانی، و توانایی برای راه رفتن بر روی چهار دست و پا را دارند. آنها با خز متراکم خود مشخص می‌شوند، که آنها را به یک هدف طولانی مدت برای شکار تجاری تبدیل کرده است. هشت گونه متعلق به سردۀ خرس‌سرها هستند و عمدتاً در نیمکره جنوبی یافت می‌شوند، در حالی که گونه نهم که گاهی فوک خزدار نامیده می‌شود، فک خزپوش شمالی ( Callorhinus ursinus )، متعلق به یک سردۀ متفاوت است و در شمال اقیانوس آرام ساکن است.

## نگارخانه

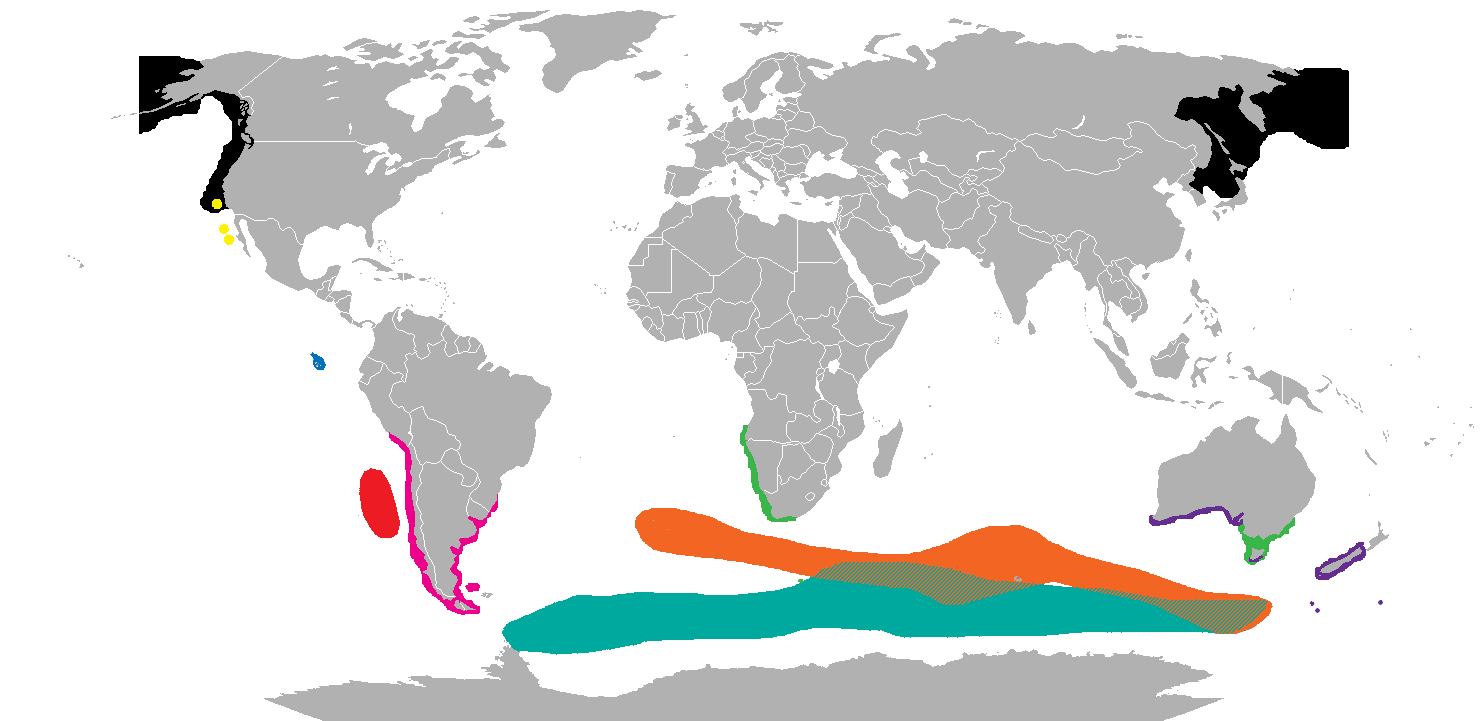
محدوده فک خزدار
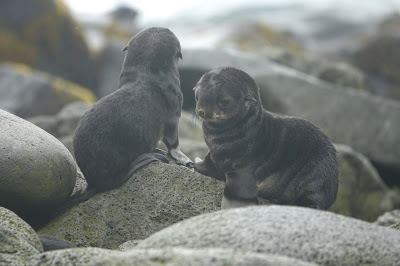
توله‌ها در جزیره سنت پل، آلاسکا
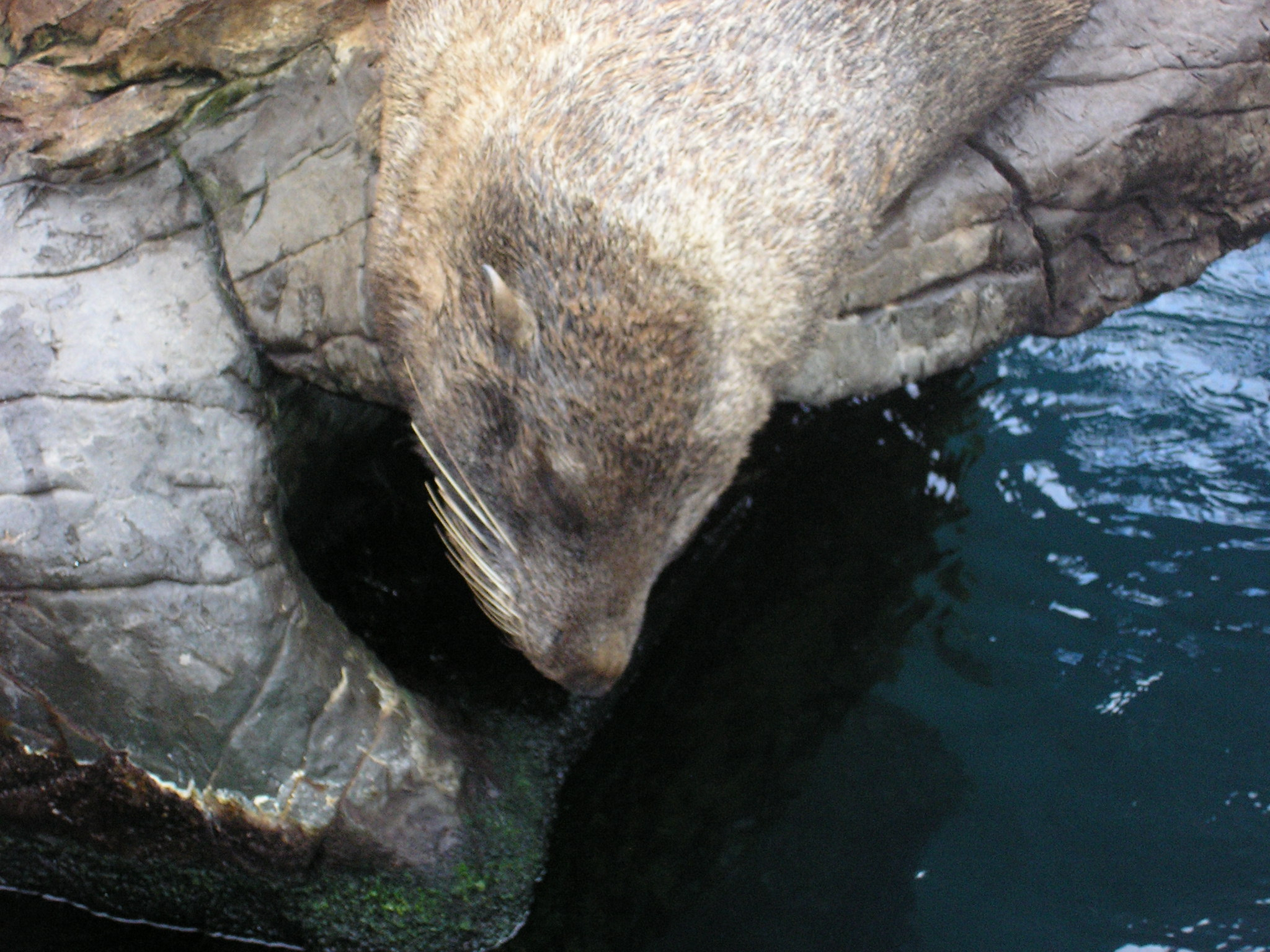
یک فوک خزدار در سواحل زنده، در حال آفتاب گرفتن روی سنگ
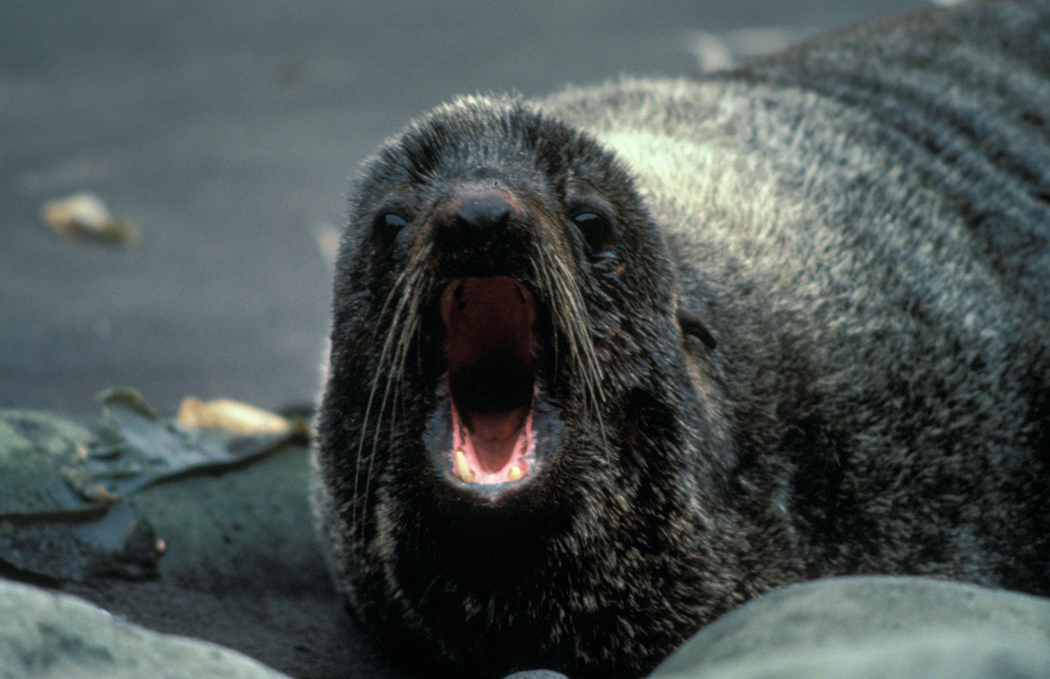
فک خزپوش شمالی در پناهگاه ملی حیات وحش دریایی آلاسکا
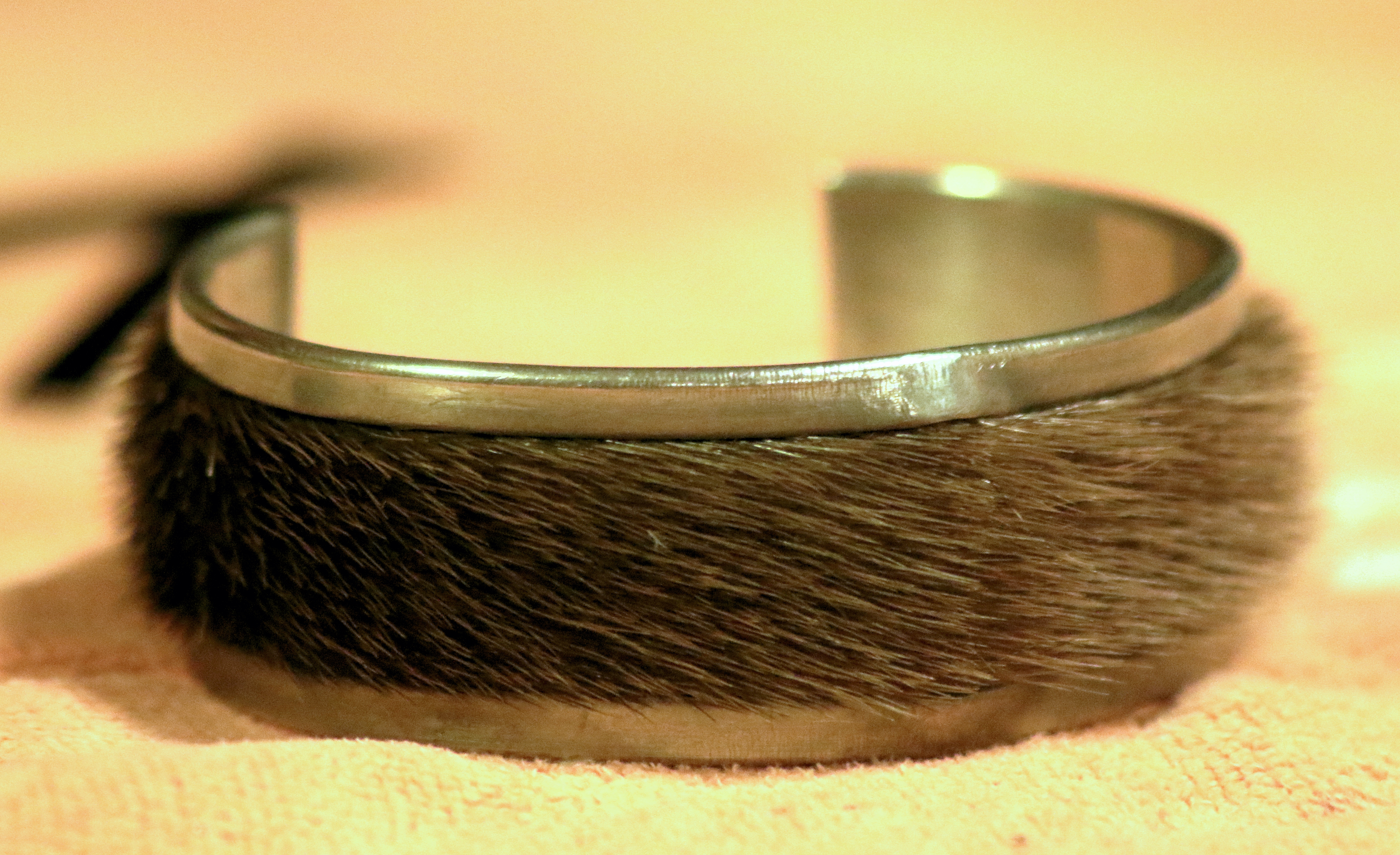
دستبند ساخته‌شده از نقره و خز فوک